# Marco Valerio Mesala Rufo
Marco Valerio Mesala Rufo (en latín, Marcus Valerius Messalla Rufus) fue un político romano, cónsul en 53 a. C.
Era candidato electo al consulado de 53 a. C., pero debido a los disturbios y al repetido nombramiento de interreges, no pudo asumir el cargo hasta que había transcurrido la mitad de su periodo.
Mesala había pagado un alto precio por ser electo, y tenía el apoyo de Cicerón y por tanto la enemistad de Publio Clodio y secretamente la oposición de Gneo Pompeyo que ansiaba ser nombrado dictador.
Fue dos veces acusado por prácticas ilegales en las elecciones, en la primera ocasión fue acusado por Quinto Pompeyo Rufo, un nieto de Sila, de soborno. Cicerón, a pesar de la evidente culpabilidad de Mesala, al igual que la mayor parte del partido senatorial, le dio su apoyo político. Fue absuelto, gracias a la elocuencia de su tío, Quinto Hortensio, pero fue encontrado culpable de transgredir la Lex Licinia de Sodalitiis, es decir de controlar las asambleas y por lo tanto las elecciones.
Mesala, durante su consulado, fue apedreado por los partidarios de Clodio.
Se puso del lado de Julio César en la guerra civil. En 47 a. C. acompañó a Julio César al Oriente y fue probablemente su legado en la guerra en África en 46 a. C. cuando un motín dirigido por un centurión lo asedió en Mesina. 
Después de la batalla de Tapso, fue enviado a Útica. En 45 a. C. estaba en Hispania. 
A partir de ahí se le pierde el rastro. Fue augur durante cincuenta y cinco años y escribió un trabajo sobre la ciencia de la adivinación.